# Ванг Јен
Ванг Јен (кин: 王妍, пинјин=Wáng Yán, Љаонинг 3. мај 1971) бивша је кинеска атлетичарка, такмичарка у брзом ходању.
Вангова је са 14 година и 310 дана била најмлађи светски рекордер у атлетици. У 1986. поставила је два светска рекорда у брзом ходању: на 5.000 метара резултатом 21:33,8 минута и на 3.000 метара 12:39,1 минута.
На Олимпијским играма 1996. у Атланти освојила је у дисциплини ходања на 10 километара бронзану медаљу резултатом 42:19 минута, иза Рускиње Јелене Николајеве 41:49 минута и Италијанке Елизабете Пероне 42:12.
На Светском првенству 1999. у Севиљи одржана је по први пут дисциплина 20 километара ходање. Вангова је са резултатом 1:30:52 минута била друга са две секунде заостатка иза своје земљакиње Љу Хунгји и освојила сребрну медаљу.
Висока 1,68 м, а тешка 59 кг.

## Значајнији резултати
| Година | Такмичење         | Место                    | Пласман | Резултат | Дис.  |
| ------ | ----------------- | ------------------------ | ------- | -------- | ----- |
| 1993   | Светски куп       | Монтереј, Мексико        | 1       | 45:10    | 10 км |
| 1995   | Светски куп       | Пекинг, Кина             | 14      | 44:25    | 10 км |
| 1996   | Олимпијске игре   | Атланта, САД             | 3       | 42:19    | 10 км |
| 1997   | Светско првенство | Атина, Грчка             | 12      | 46:21,69 | 10 км |
| 1999   | Светски куп       | Mézidon-Canon, Француска | 5       | 1:29:15  | 20 км |
| 1999   | Светско првенство | Севиља, Шпанија          | 2       | 1:30:52  | 20 км |

## Лични рекорди
- 5.000 м ходање — 21:10 мин. 9. март 1987. Jinan
- 10.000 м ходање — 44:18,50 мин. 4. август 1997. Атина
- 10 км ходање — 41:16 мин. 8. мај 1999. Eisenhüttenstadt
- 20 км ходање — 1:26:22 сек. 19. новембар 2001 СР Гуангџоу